# Schwelm
Schwelm település Németországban, azon belül Észak-Rajna-Vesztfália tartományban. Lakosainak száma 28 711 fő (2023. december 31.). Schwelm Wuppertal és Gevelsberg községekkel határos.

## Népesség
A település népességének változása:
| Lakosok száma | 31 850 | 28 478 | 28 542 | 28 501 | 28 723 | 28 711 |
|               | 1975   | 2017   | 2019   | 2021   | 2022   | 2023   |